# ایکمالیوس
ایکمالیوس (به انگلیسی: icmalius)، صنعت‌گری که ایوان پنلوپه را ساخت و با عاج و نقره تزئین کرد.